# Велимир Илић
Велимир Веља Илић (Чачак, 28. мај 1951) српски је политичар. Илић је бивши министар без портфеља, задужен за ванредне ситуације (2014—2016), бивши министар: за грађевину и урбанизам (2012—2014), за капиталне инвестиције (2004—2007) и инфраструктуру (2007—2008) у Влади Србије и председник политичке странке Нова Србија.

## Политичка каријера
Веља Илић је рођен у Чачку 28. маја 1951. године. После дипломирања на Технолошко-металуршком факултету Универзитета у Београду, радио је за неколико грађевинских фирми. Приватним предузетништвом се почео бавити 1986. године. Магистрирао је 2005. године на Факултету техничких наука у Чачку.
Био је члан СКЈ. Обављао је функцију Председника акционе конференције Савеза комуниста у предузећима „Градитељ“ из Горњег Милановца и „Хидроградња“ из Чачка.
После распада СФРЈ Илић се учланио у Српски покрет обнове (СПО) 1990. године. Изабран је за градоначелника Чачка 1996. победивши кандидата Социјалистичке партије Србије. Убрзо потом (1997) напушта СПО чији је био потпредседник, као и локални одбор СПО, где је био председник и оснива политичку партију Нову Србију (НС) и постаје њен председник.
Септембра 2000. године, на листи Демократске опозиције Србије (ДОС) изабран је за посланика у Савезном парламенту Савезне Републике Југославије (касније Србије и Црне Горе). На изборима одржаним 28. децембра 2003. изабран је за посланика у Народној скупштини Србије испред коалиције Српског покрета обнове и Нове Србије, а од марта 2004. до маја 2007. био је министар за капиталне инвестиције у влади са Војиславом Коштуницом на челу.
За министра за инфраструктуру у другој влади са Војиславом Коштуницом на челу изабран је 15. маја 2007. У том својству потписао је 25. јануара 2008. године у Москви споразум о сарадњи између Србије и Русије у области нафтне и гасне привреде, изградње гасовода кроз Србију и продаје већинског дела НИС-а руском Гаспрому. На положају министра био је до јула 2008. године.
Након што је доживео лакши мождани удар, 13. фебруара 2009. је хоспитализован у Ургентном центру у Београду.

## Контроверзе
Непосредно након што су извршени напади на неке стране амбасаде у Београду након самопроглашавања независности Косова, фебруара 2008, Велимир Илић је изјавио да је „и разбијање прозора демократија“ и да је битно да је „српска младост стала на страну правде и државе која треба да се заштити и брани“, као да и су „сви догађаји били врло пристојни у односу на шта је могло бити“. У наредних неколико дана функционери ЛДП оптужили су Велимира Илића да је и претио председнику те странке Чедомиру Јовановићу, наводно говорећи да „Чедомир Јовановић може да буде срећан ако доживи март“. Функционери ЛДП су најавили подизање кривичних пријава против Велимира Илића. Велимир Илић је одбацио оптужбе, апелујући на надлежне органе да провере све тврдње.
Средином фебруара 2009. године, Илић је за говорницом Народне скупштине протестовао зато што је позивнице за званичну прославу Дана државности Србије потписао министар за рад и социјална питања Расим Љајић, тврдећи да је то „увреда за Карађорђа и за све што је српско“. Изјава је схваћена као референца на чињеницу да је министар Љајић по националности Бошњак, и Влада Србије и бројне странке и невладине организације су најоштрије осудиле ову изјаву и оцениле је као повреду Устава и говор мржње. Илић је појаснио да је негодовао зато што је позивнице потписао министар за рад и социјална питања, а не због министрове националности.

## Лични подаци
Ожењен је и има петоро деце. Војислав Илић, бивши градоначелник Чачка, његов је рођени брат.
Добитник је више ордена Српске православне цркве.